# یواس‌اس سابیک (ای‌کی-۱۲۱)
یواس‌اس سابیک (ای‌کی-۱۲۱) (به انگلیسی: USS Sabik (AK-121)) یک کشتی بود که طول آن ۴۴۱ فوت ۶ اینچ (۱۳۴٫۵۷ متر) بود. این کشتی در سال ۱۹۴۳ ساخته شد.